# Olympische Sommerspiele 1980/Leichtathletik – 4 × 400 m (Männer)

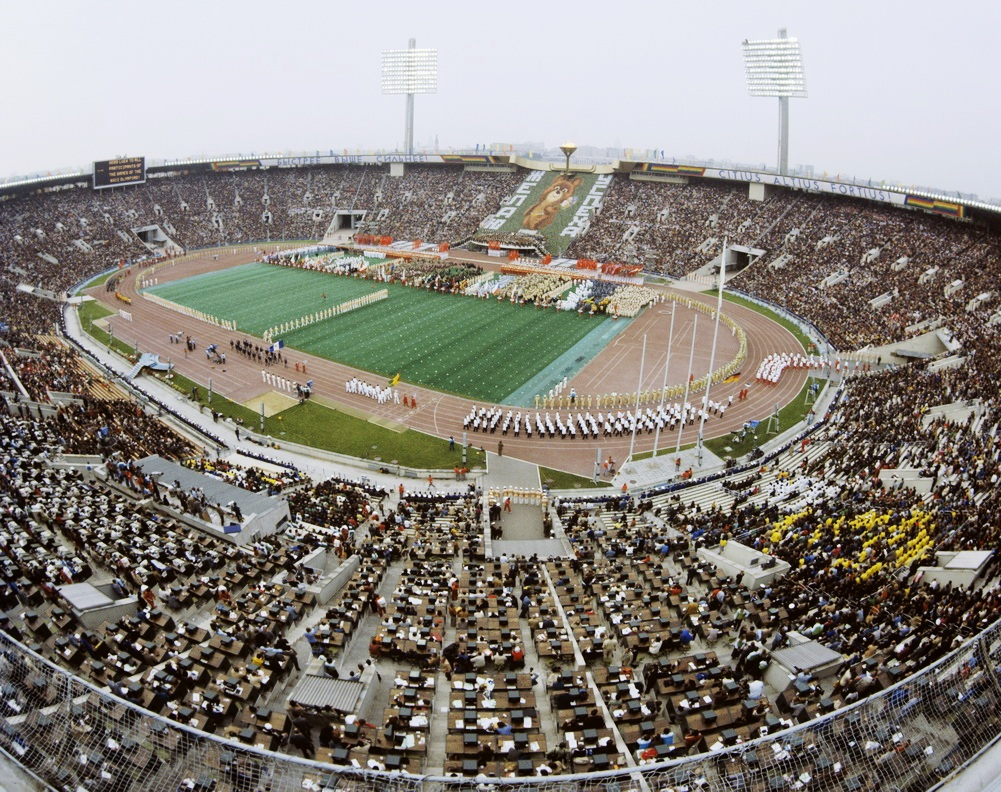
Das Luschniki-Stadion während der Eröffnungsfeier dieser Spiele

Die 4-mal-400-Meter-Staffel der Männer bei den Olympischen Spielen 1980 in Moskau wurde am 31. Juli und 1. August 1980 im Olympiastadion Luschniki ausgetragen. In 24 Staffeln nahmen 97 Athleten teil.
Olympiasieger wurde die Sowjetunion mit Remigijus Valiulis, Michail Linge, Nikolai Tschernezki und Wiktor Markin.
Die Silbermedaille ging an die Staffel der DDR (Klaus Thiele, Andreas Knebel, Frank Schaffer, Volker Beck).
Bronze gewann Italien in der Besetzung Stefano Malinverni, Mauro Zuliani, Roberto Tozzi und Pietro Mennea.
Die Staffel der Schweiz schied in der Vorrunde aus.

Staffeln aus Österreich und Liechtenstein nahmen nicht teil. Die Staffel der Bundesrepublik Deutschland war wegen des Olympiaboykotts ebenfalls nicht dabei.

## Bestehende Rekorde
| Weltrekord         | 2:56,16 min | USA (Vince Matthews, Ron Freeman, Larry James, Lee Evans) | Finale OS Mexiko-Stadt, Mexiko | 20. Oktober 1968 |
| Olympischer Rekord | 2:56,16 min | USA (Vince Matthews, Ron Freeman, Larry James, Lee Evans) | Finale OS Mexiko-Stadt, Mexiko | 20. Oktober 1968 |

Der bestehende olympische Rekord, gleichzeitig Weltrekord, wurde bei diesen Spielen nicht erreicht. Im schnellsten Rennen, dem Finale, verfehlte Olympiasieger Sowjetunion den Rekord um 4,92 Sekunden.

## Durchführung des Wettbewerbs
Die Staffeln traten am 31. Juli zu insgesamt drei Vorläufen an. Die jeweils zwei besten Staffeln – hellblau unterlegt – sowie die beiden nachfolgend zeitschnellsten Mannschaften – hellgrün unterlegt – qualifizierten sich für das Finale am 1. August.

## Zeitplan
31. Juli, 18:50 Uhr: Vorläufe

1. August: Finale
Anmerkung:
Alle Zeiten sind in Ortszeit Moskau (UTC+3) angegeben.

## Vorrunde
Datum: 31. Juli 1980, ab 18:50 Uhr

### Vorlauf 1

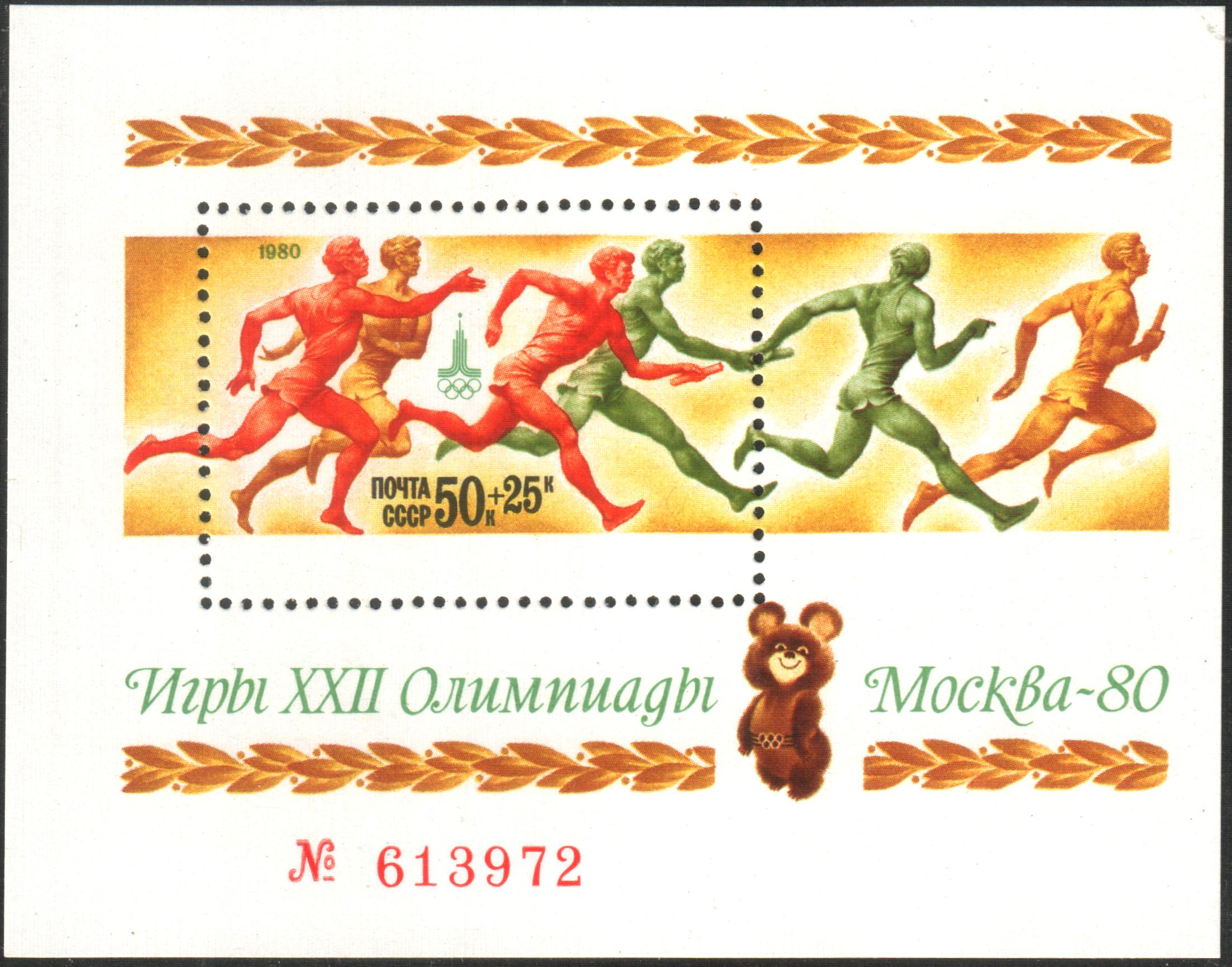
Der Staffelwettbewerb, dargestellt auf einer Briefmarke

| Platz | Staffel      | Besetzung                                                                         | Zeit       | Anmerkung                                                                                                   |
| ----- | ------------ | --------------------------------------------------------------------------------- | ---------- | --- |
| 1     | Sowjetunion  | Nikolai Tschernezki Michail Linge Remigijus Valiulis Wiktor Burakow (Vorlauf)     | 3:01,8 min | |
| 2     | Brasilien    | Paulo Roberto Correia Antônio Dias Ferreira Agberto Guimarães Geraldo José Pegado | 3:04,9 min | |
| 3     | Jugoslawien  | Željko Knapić Milovan Savić Rok Kopitar Josip Alebić                              | 3:05,3 min | |
| 4     | Polen        | Jan Pawłowicz Jerzy Pietrzyk Adam Starostka Andrzej Stępień                       | 3:05,8 min | |
| 5     | Niederlande  | Henk Brouwer Mario Westbroek Marcel Klarenbeek Harry Schulting                    | 3:06,0 min | Im offiziellen Bericht wird irrtümlich Peter Beusekom als Startläufer benannt, der jedoch ein Betreuer war. |
| 6     | Spanien      | Isidoro Hornillos Colomán Trabado Benjamín González José Casabona                 | 3:06,9 min | |
| 7     | Sambia       | Charles Lupiya Alston Muziyo Archfell Musango Davison Lishebo                     | 3:14,9 min | |
| 8     | Sierra Leone | William Akabi-Davis Jimmy Massallay Sahr Kendor George Branche                    | 3:25,0 min | |

### Vorlauf 2
| Platz | Staffel             | Besetzung                                                                     | Zeit       |
| ----- | ------------------- | ----------------------------------------------------------------------------- | ---------- |
| 1     | DDR                 | Klaus Thiele Andreas Knebel Frank Schaffer Volker Beck                        | 3:03,4 min |
| 2     | Tschechoslowakei    | Josef Lomický Dušan Malovec František Břečka Karel Kolář                      | 3:03,5 min |
| 3     | Italien             | Stefano Malinverni Mauro Zuliani Roberto Tozzi Pietro Mennea                  | 3:03,5 min |
| 4     | Trinidad und Tobago | Mike Solomon Rafer Mohammed Charles Joseph Joseph Coombs                      | 3:04,3 min |
| 5     | Uganda              | Pius Olowo Charles Dramiga John Akii-Bua Silver Ayoo                          | 3:07,0 min |
| 6     | Libyen              | Bashir al-Fellah Salem El-Margini Ahmed Mohamed Sallouma El-Mehdi Sallah Diab | 3:16,7 min |
| 7     | Äthiopien           | Besha Tuffa Kumela Fituma Asfaw Deble Atre Bezabeh                            | 3:18,2 min |
| DNF   | Belgien             | Eddy De Leeuw Danny Roelandt Rik Vandenberghe Alfons Brydenbach               |            |

### Vorlauf 3
| Platz | Staffel        | Besetzung                                                                     | Zeit       |
| ----- | -------------- | ----------------------------------------------------------------------------- | ---------- |
| 1     | Frankreich     | Jacques Fellice Robert Froissart Didier Dubois Francis Demarthon              | 3:05,4 min |
| 2     | Großbritannien | Alan Bell Terence Whitehead Roderick Milne Glen Cohen                         | 3:05,9 min |
| 3     | Schweiz        | Rolf Strittmatter Peter Haas Rolf Gisler Urs Kamber                           | 3:07,2 min |
| 4     | Irak           | Hussain Ali Nasayyif Hassan Kadhim Fahim Abdul al-Sada Abbas Laibi            | 3:10,5 min |
| 5     | Nigeria        | Sunday Uti Hope Ezeigbo Felix Imadiyi Dele Udo                                | 3:14,1 min |
| 6     | Sri Lanka      | Samararatne Dharmasena Kosala Sahabandu Newton Perera Appunidage Premachandra | 3:14,4 min |
| 7     | Seychellen     | Vincent Confait Régis Tranquille Marc Larose Casimir Pereira                  | 3:19,2 min |
| DNF   | Jamaika        | Derrick Peynado Colin Bradford Ian Stapleton Bert Cameron                     |            |

## Finale
| Platz | Staffel             | Besetzung | Zeit        |
| ----- | ------------------- | --- | ----------- |
| 1     | Sowjetunion         | Remigijus Valiulis Michail Linge Nikolai Tschernezki Wiktor Markin (Finale) im Vorlauf außerdem: Wiktor Burakow | 3:01,08 min |
| 2     | DDR                 | Klaus Thiele Andreas Knebel Frank Schaffer Volker Beck                                                          | 3:01,26 min |
| 3     | Italien             | Stefano Malinverni Mauro Zuliani Roberto Tozzi Pietro Mennea                                                    | 3:04,54 min |
| 4     | Frankreich          | Jacques Fellice Robert Froissart Didier Dubois Francis Demarthon                                                | 3:04,8 min  |
| 5     | Brasilien           | Paulo Roberto Correia Antônio Dias Ferreira Agberto Guimarães Geraldo José Pegado                               | 3:05,9 min  |
| 6     | Trinidad und Tobago | Joseph Coombs Charles Joseph Rafer Mohammed Mike Solomon                                                        | 3:06,6 min  |
| 7     | Tschechoslowakei    | Josef Lomický Dušan Malovec František Břečka Karel Kolář                                                        | 3:03,5 min  |
| DNF   | Großbritannien      | Alan Bell Terence Whitehead Roderick Milne Glen Cohen                                                           |             |

Datum: 1. August 1980, 19:00 Uhr
Wegen des Olympiaboykotts waren die US-Amerikaner nicht dabei. Auch die hoch eingeschätzten Staffeln der Bundesrepublik Deutschland und Kenias fehlten. Damit wurde dieser Wettbewerb erheblich in seiner Bedeutung und Qualität geschmälert. Als Favoriten galten unter diesen Voraussetzungen vor allem die Mannschaften aus Polen, der UdSSR, der DDR. Aber auch andere Teams kamen für die Medaillen in Frage, der Ausgang schien sehr offen.
Das 1980 geltende Reglement besagte, dass die Staffelbesetzung nach den Vorläufen für das Finale nicht gewechselt werden darf. Eine Ausnahme gab es im Falle einer Verletzung. Dies war für die sowjetische Staffel von Bedeutung, die überraschend ihren Olympiasieger aus dem 400-Meter-Einzellauf, Wiktor Markin, im Vorlauf nicht eingesetzt hatte. Wiktor Burakow, der dort auf der Schlussposition für die UdSSR gelaufen war, meldete sich verletzt, so dass Markin im Finale als Ersatzläufer zum Zuge kommen durfte.
In diesem Finale führte nach dem ersten Wechsel Trinidad und Tobago vor Großbritannien, der DDR und der Sowjetunion. Auf der nächsten Runde setzten sich die Läufer aus der DDR und der UdSSR von ihren Konkurrenten deutlich ab. Beim Wechsel führte die UdSSR knapp vor den Ostdeutschen. Mit deutlichem Abstand folgten die Teams aus Frankreich, Großbritannien und Brasilien. Auch die restlichen Staffeln waren noch in dieser Verfolgergruppe dabei. Als die Schlussläufer an der Reihe waren – Volker Beck für die DDR und Wiktor Markin für die Sowjetunion – führten diese beiden Teams mit großem Abstand vor allen anderen. Markin setzte sich in diesem Duell durch, die UdSSR gewann die Goldmedaille vor der DDR. Im Kampf um den dritten Platz war überraschend Italien vorn, Frankreich und Brasilien belegten die Ränge vier und fünf.
Das Fehlen der eigentlichen Topnationen dieses Wettbewerbs machte sich auch in den Leistungen bemerkbar. Die Siegeszeit von Moskau war in allen olympischen Rennen seit einschließlich 1964 übertroffen worden.
Dies war der erste Olympiasieg für die Sowjetunion über 4-mal 400 Meter.

Die Staffeln aus der DDR und aus Italien gewannen die ersten Medaillen für ihre Länder in dieser Disziplin.

## Video
- 4x400m Relay - 1980 Moscow Olympics, youtube.com, abgerufen am 29. Dezember 2017